# Улица Леонида Каденюка (Чернигов)
Улица Леонида Каденюка (до 2023 года — улица Волкова) (укр. Вулиця Леоніда Каденюка) — улица в Деснянском районе города Чернигова, исторически сложившаяся местность (район) Бобровица. Пролегает от улицы Кленовая до поля.  
Нет примыкающих улиц.

## История
Улица была проложена в конце 1960-х годов для индивидуального жилищного строительства от Кленовой улицы до поля колхоза «имени Калинина».
После вхождения села Бобровица в состав города Чернигова, в 1974 году получила название улица Волкова — в честь советского лётчика-космонавта, дважды Героя Советского Союза  Владислава Николаевича Волкова.
С целью проведения политики очищения городского пространства от топонимов, которые возвеличивают, увековечивают, пропагандируют или символизируют Российскую Федерацию,  30 марта 2023 года улица получила современное название — в честь первого совершившего полёт в космос космонавта независимой Украины, Героя Украины Леонида Константиновича Каденюка, согласно Решению Черниговского городского совета № 30/VIII-4 «Про переименование улиц в городе Чернигове» («Про перейменування вулиць у місті Чернігові»).

## Застройка
Улица расположена севернее безымянного озера, что в нижней точке балки. Пролегает в северо-восточном направлении параллельно улицам Мотчанова и Городнянской. Парная и непарная стороны улицы заняты усадебной застройкой.
Учреждения: нет. 